# Montrichard
Montrichard – miejscowość i dawna gmina we Francji, w Regionie Centralnym, w departamencie Loir-et-Cher. W 2013 roku jej populacja wynosiła 3371 mieszkańców.
W dniu 1 stycznia 2016 roku z połączenia dwóch ówczesnych gmin – Bourré oraz Montrichard – utworzono nową gminę Montrichard Val de Cher. Siedzibą gminy została miejscowość Montrichard.

## Zabytki
W Montrichard znajdują się zabytki: 
- zabytkowe kamienice – Maison de l'Ave Maria (XVI wiek), Maison du Prěche (XII wiek)
- baszta (XII-XIII wiek), w której mieści się muzeum miejskie
- kaplica Sainte-Croix, w której odbył się ślub Ludwika XII z Joanną, córką Ludwika XI

## Miasta partnerskie
- Eltville am Rhein, Niemcy
- Saint-Gilles-Croix-de-Vie, Francja